# ピスト・マンチェゴ
ピスト・マンチェゴ（Pisto manchego）またはピスト（Pisto）は、スペイン料理の1品。ムルシア州、カスティーリャ・ラ・マンチャ州、エストレマドゥーラ州の発祥。肉は使わず、トマト、タマネギ、ナスまたはズッキーニ、緑・赤ピーマン、オリーブ・オイルを使い、野菜を炒めた後、弱火で煮込む。ラタトゥイユに似ており、通常は温かい料理として最初に、あるいは他の料理と一緒に供される。白米、パン、目玉焼き、生ハムを載せて、あるいは添えて提供されることが多い。エンパナーダの具にもよく使われる。
ピスト・マンチェゴという料理の名前は、歴史的にラ・マンチャと呼ばれた地域を起源とすることにちなむ。エストレマドゥーラ州のピスト・エストレメーニョ（pisto extremeño）、バスク州ビルバオのピスト・ア・ラ・ビルバイーナ（Pisto a la Bilbaína）はピスト・マンチェゴと似ているが、具材にズッキーニ、緑ピーマンとトマトソースしか使わないことが多く、卵を加えて軽く混ぜながら炒めることもある。

## 類似料理
- ラタトゥイユ（フランス）
- メネメン（トルコ）
- ピペラード（バスク）
- シャクシューカ（地中海沿岸・中東）